# La red (película)
La red (título original: The Net) es una película de suspenso estrenada el 28 de julio de 1995 en Estados Unidos, el 15 de diciembre del mismo año en España y el 18 de enero de 1996 en Argentina. Fue protagonizada por Sandra Bullock y dirigida por Irwin Winkler.

## Argumento
El Ministro de Defensa de Estados Unidos, Michael Bergstrom, se suicida tras comunicarle que tiene el sida. La autopsia revela que no tenía dicha enfermedad.
Angela Bennett es una analista informática especializada en detectar virus informáticos y anomalías en los sistemas. Ella trabaja para la empresa Cathedral Software desde su casa y su rutina diaria, alejada de cualquier contacto con otras personas, excepto con su madre enferma de Alzheimer, se convierte en una pesadilla al recibir un programa de Internet de su colega Dale para su análisis. 
Dale le informa que ese programa le permite al usuario acceder a bases de datos secretas. Luego Dale, preocupado por el descubrimiento que hizo, muere misteriosamente en un accidente de avión cuando viajaba para hablar con ella en persona sobre el programa. Desde ese momento la vida de Angela corre un gran peligro. Durante unas breves vacaciones fuera de Estados Unidos de unos pocos días en las que, sin descubrirlo hasta el final, es abordada personalmente y seducida por un hombre que trabaja para los pretorianos con el fin de apoderarse del disco en donde ella tenía guardada una copia del programa que le había enviado Dale, después de que logre escaparse de él, su existencia es borrada de los datos electrónicos y la sociedad la toma como Ruth Marx, una criminal, viéndose obligada a obtener ilegalmente un pasaporte temporal a nombre de Ruth Marx para poder retornar a Estados Unidos, ya que el suyo se lo habían robado, mientras que la verdadera Ruth Marx ha cogido su identidad y su existencia, dejando a la verdadera Angela obligada a huir de casi cualquier sitio al que llega debido al riesgo de ser arrestada por los crímenes que se le atribuyen erróneamente a ella, al estar registrada como Ruth Marx en las computadoras. 
También será perseguida por Jack Devlin, compañero de crimen de Ruth sin escrúpulos que antes intentó matarla en México. Fueron contratados por los pretorianos y tienen orden directa de ellos de acabar con ella una vez que recuperen ese programa que Angela tiene y encargarse de que la empresa no pueda recibir accidentalmente ese programa otra vez. 
Los pretorianos son una organización terrorista electrónica que busca controlar y mejorar el país. Para ello causan sabotajes en todo el país utilizando el ciberterrorismo para luego ofrecer al país un programa protector contra su propio ciberterrorismo con una puerta trasera para ellos y poder así controlar al país de esa manera en provecho propio y en provecho de su mundo mejor. Ese programa lo utilizaron para borrar la identidad de Angela. Bergstrom obstaculizaba ese plan oponiéndose a ese programa protector llamado Guardián de la Puerta. Por ello lo mataron haciéndole creer a través de una información falsa dentro del ordenador de su médico protegido por ese programa, que tenía el sida y luego mataron a Dale de la misma manera dándole falsa información sobre el paradero de su avión, porque descubrió casualmente el programa que utilizaron para ello. 
Adicionalmente, mientras Angela acude a un parque de diversiones a fin de reunirse y hablar con un hombre que supuestamente conoce a fondo cómo es que los pretorianos están utilizando el programa que le enviaron a Angela para llevar a cabo sus ciberataques, de donde nuevamente se ve obligada a huir cuando descubre que ese hombre también era uno de los que trabajan para los pretorianos, y que habían sido enviado para capturarla. 
Los pretorianos mataron a su exmarido de la misma forma dando a sus médicos falsa información sobre su tratamiento en el hospital, al que lo forzaron a ingresar reemplazando unos medicamentos que necesitaba por otros que le provocaron una grave reacción alérgica (al intentar obtener información sobre ello, los médicos leyeron la información falsa sobre la salud de su exmarido que decía que éste era diabético, con base en lo cual le administraron medicación para diabéticos que terminó matándolo accidentalmente sin que se pudiera hacer nada a tiempo para impedirlo) para aislarla completamente del mundo y se encargaron que todos además piensen que es una asesina. Ahora Angela tiene que luchar para desvelar toda la trama de corrupción y conspiración, en la que se encuentra envuelta antes de que la maten para así poder recuperar su identidad y salvar su vida.
Tras intentar en vano acudir fallidamente al sitio donde se encuentra su madre para que la apoye con el fin de demostrar su identidad como Angela Bennett, huir, ser arrestada y pasar una temporada en prisión, es sacada de la cárcel por un hombre que decía ser agente del FBI asignado a la investigación de los crímenes cometidos por los pretorianos, pero que resulta ser de hecho un impostor que también trabajaba para los pretorianos, de lo cual Angela se percata cuando este desvela que sabe que el disco por el cual Angela era buscada en un principio había sido destruido, información que era imposible que él manejara puesto que Angela jamás se lo dijo a las autoridades; Angela se escapa de él y, tras ocultarse durante una noche en un motel, traza un plan para recuperar su vida de antes y desenmascarar a los responsables de su situación actual. Para ello entra en la empresa, donde trabaja, aleja a Ruth de su lugar de trabajo allí, entra en su ordenador y consigue localizar así al líder de los pretorianos, con el que contactaba. Es Jeff Gregg de Gregg Microsystems S.A., el hombre que ofrece el programa protector. Consigue aislarlo en el ordenador, interrelacionarlo con el programa y probarle así sus crímenes. Después, valiéndose de un ordenador de muestra localizado en una convención de computación que tiene lugar en la misma ciudad donde Angela tuvo que ir para extraer la información sobre Jeff Gregg, envía las informaciones al Departamento de Justicia y al FBI. Adicionalmente destruye el ordenador central de Gregg utilizando un virus informático muy poderoso que descubrió en su trabajo y consigue así destruir su puerta trasera en el programa protector suyo para así evitar que pueda destruir la información que envió a ellos.
Finalmente Jack mata a Ruth accidentalmente pensando que era Angela y Jack es asesinado por Angela en defensa propia, cuando quiso vengarse de ella por lo que hizo. La destrucción del ordenador de Gregg posibilita a Angela conseguir borrar la falsa información sobre ella y recuperar su vida, mientras que Gregg es arrestado y procesado por sus crímenes.

## Reparto
- Sandra Bullock como Angela Bennett.
- Jeremy Northam como Jack Devlin.
- Dennis Miller como Dr. Alan Champion.
- Diane Baker como Sra. Bennett.
- Wendy Gazelle como Ruth Marx.

## Producción

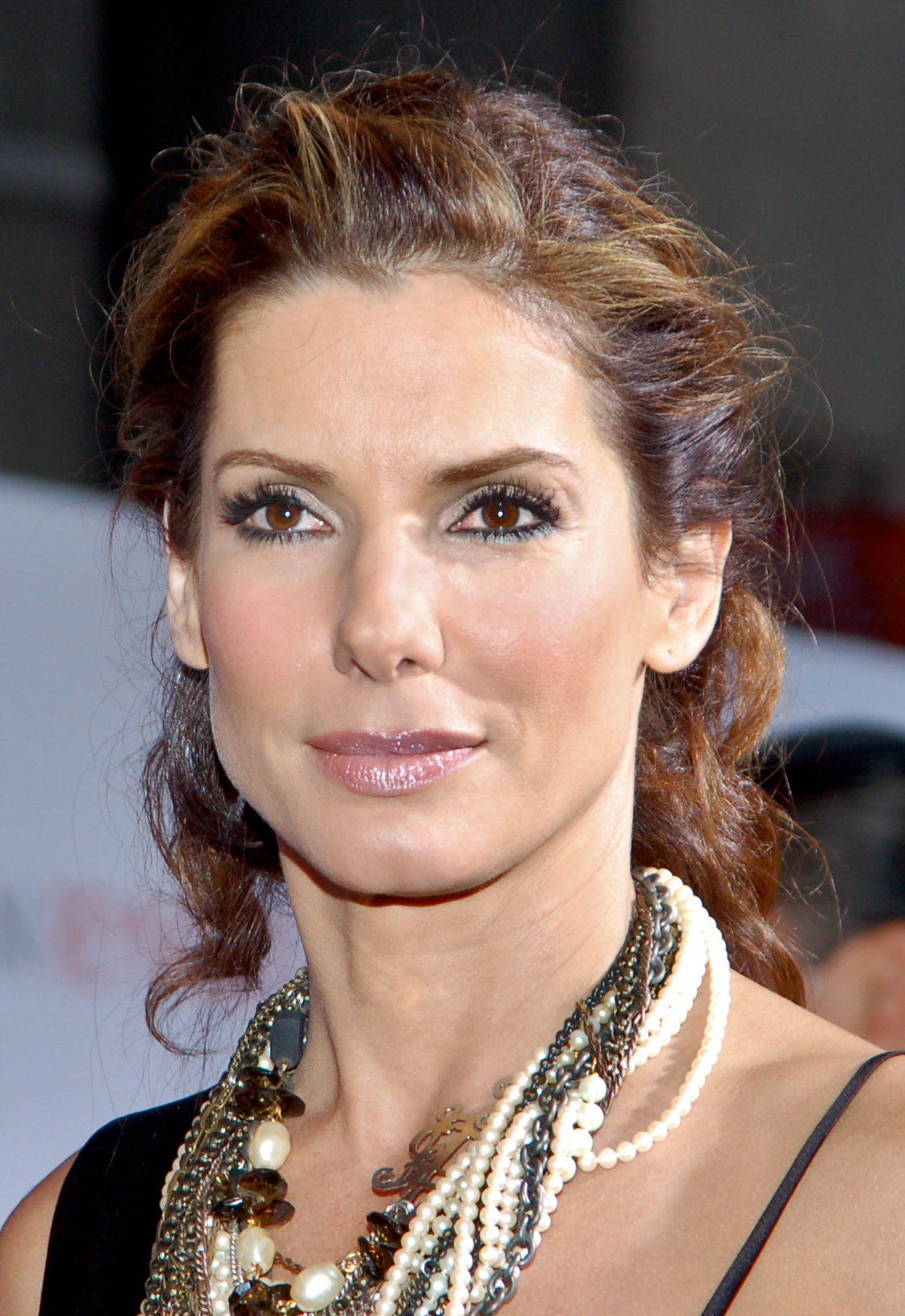
Sandra Bullock como Angela Bennett.

Se rodó entre el 5 de enero y el mes de abril de 1995. Se filmó en diversas localizaciones de Estados Unidos, como las ciudades de San Francisco y Washington; así mismo se rodaron algunas escenas en el Moscone Center. Supuso el debut en el cine estadounidense del actor británico Jeremy Northam.

## Recepción

### Respuesta crítica
Según la página de Internet Rotten Tomatoes obtuvo un 36% de comentarios positivos. Michael Dequina definió la película como «un entretenimiento palomitero, en gran parte gracias a la presencia de una siempre agradable Sandra Bullock». Roger Ebert escribió para Chicago Sun Times que «este material está tan poco elaborado que no tiene que preocuparse por ello. Yo lo hice, pero porque aparece Bullock».

### Taquilla
Estrenada en 1995 en cines estadounidenses debutó en segunda posición con 10 millones de dólares, con una media por sala de 5266 dólares, por delante de Apollo 13 y por detrás de Waterworld. Recaudó 50 millones en Estados Unidos. Sumando las recaudaciones internacionales la cifra asciende a 110 millones. El presupuesto estimado invertido en la producción fue de 22 millones.

## Secuela y serie de televisión
Tras el éxito del film en el momento de su estreno en 1995 se decidió hacer una continuación del mismo en formato de serie de televisión, bajo el mismo título, en 1998; y un telefilme estrenado en 2006 bajo el nombre de La Red 2.0.
La serie de televisión está protagonizada por el personaje Angela Bennett, en este caso interpretado por Brooke Langton en lugar de Sandra Bullock. La serie consta de 22 episodios repartidos en una sola temporada, emitida entre 1998 y 1999.
Por otro lado, en 2006, se produjo el telefilme La Red 2.0, que sería explotado en televisión y el mercado del DVD, dirigido por Charles Winkler, hijo del director de la película original, Irwin Winkler. En esta ocasión la actriz elegida para dar vida al personaje principal fue Nikki Deloach. Estrenada en Estados Unidos el 7 de febrero de 2006 y en España el 15 de febrero del mismo año.